# Kvantna bioenergija
Kvantna bioenergija (ang. Quantum BioenergeticsTM) je duhovna tehnologija , ki jo je na osnovi ponovne povezave Erica Pearla razvila Melissa Hocking Huges. Svoj sistem Melissa Hocking Huges poučuje preko izobraževalne skupnosti Quantum Bioenergetics International ali QBI. Kvantna bioenergija vsebuje več programov. Podobna zdravljenju s ponovno povezavo je tehnika uravnovešanja s kvantno bioenergijo (Quantum BioEnergetics Balancing Technique). Tehniko uravnovešanja s kvantno bioenergijo je mogoče primerjati med napredne zdravilske tehnike. Tehnika se običajno izvaja s klientom na ležalni mizi, okrog katere hodi praktik, ki klientu bodisi z gibanjem rok, ki se ne dotikajo klientovega telesa, bodisi s svojim zrenjem pomaga prebuditi zdravilno silo. Tehnika se pri samozdravljenju nekoliko razlikuje od Pearlovega pristopa, saj se uvodoma osredotočamo na področja glave, ne pa na dlani in stopala. S Pearlovo ponovno povezavo, ki pomeni aksiatonalno povezavo, je primerljiva tehnika aksialne iniciacije (Axial Initiation). 